# Gunnar Eklund (redare)
Gunnar Eklund, född 6 november 1916 i Eckerö på Åland, död 23 maj 2009 i Mariehamn, var en åländsk sjökapten, redare och företagsledare. Han var en av grundarna till Viking Line och en nyckelperson i utvecklingen av den moderna åländska färjetrafiken.

## Biografi
Eklund började sin karriär till sjöss som jungman och avancerade via lättmatros till befälhavare på maskindrivna fartyg. År 1957 tvingades han gå i land på grund av sjukdom.
År 1959 grundade han tillsammans med sjökapten Henning Rundberg rederibolaget Vikinglinjen, som började trafikera Sverige–Finland (Gräddö – Mariehamn – Galtby, Korpo) med bilfärjan S/S Viking. Från 1963 var Eklund verkställande direktör för det nybildade Ålandsfärjan Ab, som 1968 bytte namn till SF Line och 1995 till Viking Line.
Under Eklunds ledning utvecklades rederiet till en central aktör i färjetrafiken på Östersjön. Genom samarbete med Rederi AB Slite och Rederi Ab Sally etablerades Viking Line som ett konsortium. Efter att dessa två bolag lämnat marknaden övertog SF Line hela verksamheten under namnet Viking Line.
Rederiet blev en pionjär inom trafik med stora bil- och passagerarfärjor. Rutten Åland–Sverige kombinerades med trafik till det finländska fastlandet. Konferenstrafik blev ett nytt affärsområde, särskilt på linjen Helsingfors–Stockholm.
Under 1970- och 1980-talen byggdes flera nya färjor. 1995 börsnoterades Viking Line och utvecklades till Ålands största arbetsgivare med cirka 2 800 anställda och en omsättning på över 420 miljoner euro (2000).

## Senare år och utmärkelser
Eklund avgick som verkställande direktör 1990 och efterträddes av sin son Nils-Erik Eklund (född 1946). Han fortsatte som styrelseledamot i bolaget fram till 1997. År 1979 tilldelades han hederstiteln sjöfartsråd.